# صالح بن محمد بن زائدة الليثي
أبو واقد صالح بن محمد بن زائدة الليثي، تابعي، ومُجاهد، وراوي حديث نبوي ضعيف الرتبة، غزا مع مسلمة بن عبد الملك، وكان صاحب غزو وجهاد، مات بعد خروج محمد بن عبد الله بن حسن بالمدينة المنورة، سنة 145 هـ.

## روايته للحديث النبوي
- روى عن: إسحاق مولى زائدة، وأنس بن مالك، وسالم بن عبد الله بن عمر بن الخطاب، وسعيد بن المسيب، وعامر بن سعد بن أبي وقاص، وعمارة بن خزيمة بن ثابت، وعمر بن عبد العزيز، ومحمد بن عبد الرحمن بن ثوبان، ونافع مولى ابن عمر، وأبي أروى الدوسي أحد المعدودين في الصحابة، وأبي سلمة بن عبد الرحمن بن عوف، والوليد بن هشام المعيطي.
- روى عنه: أبو إسحاق الفزاري، وحاتم بن إسماعيل، وخالد بن إلياس، وسَعِيد بْن عَبْد الرَّحْمَنِ الجمحي، وعبد الله بْن جَعْفَر الْمَدِينِيّ، وعبد الله بن الحارث المخزومي، وعبد الله بن الحارث الجمحي الحاطبي، وعبد الله بن دينار، وعبد الله بن عَبد الله الأُمَوِي، وعبد العزيز بن مُحَمَّد الدَّراوَرْدِي، ومحمد بن صالح المدني الأزرق، وهشام بْن عَبد اللَّهِ بْن عكرمة المخزومي، ووهيب بن خالد، وأبو بكر بن عبد الله بن أبي سبرة.[1]
- الجرح والتعديل: قال يحيى بن معين: «ضعيف، وليس حديثه بذاك.»، وقال أحمد بن حنبل: «ما أرى به بأسًا.»، وقال العجلي: «يكتب حديثه وليس بالقوي.»، وقال البخاري: «منكر الحديث، تركه سليمان بن حرب»، وقال أبو داود: «لم يكن بالقوي في الحديث»، وقال النسائي: «ليس بالقوي.»، وقال ابن عدي: «بعض أحاديثه مستقيمة، وبعضها فيه إنكار، وهو من الضعفاء الذين يكتب حديثهم.»، وضعفه أيضًا الدارقطني وأبو حاتم الرازي وأبو زرعة الرازي. روى له أَبُو دَاوُدَ، والترمذي والنسائي في عمل اليوم والليلة، وابن ماجه.[1]